# Bersiap

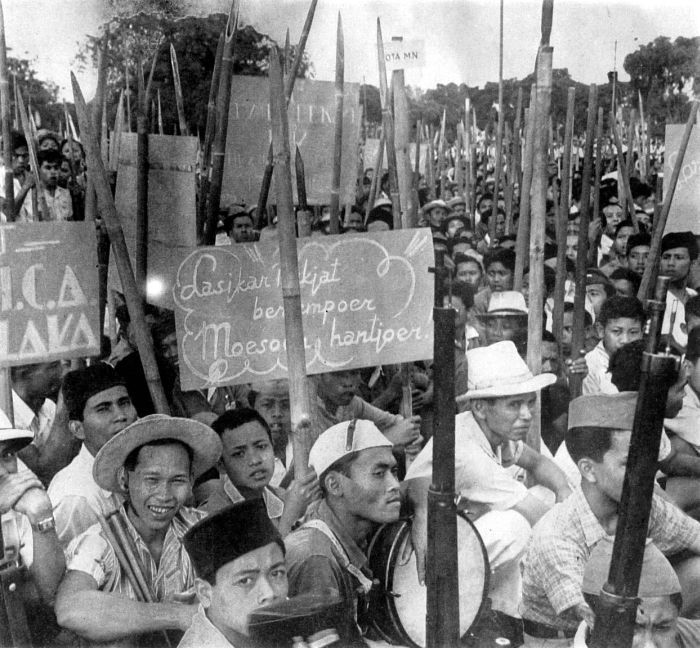
Javaanse revolutionaire strijders voor onafhankelijkheid. Ze zijn bewapend met bambu-runcing (puntige) bamboesperen, machetes (kapmessen) en enkele geweren afkomstig van het Japans Keizerlijk Leger (1946)

De Bersiap of Bersiapperiode is een in Nederland gebruikte aanduiding voor de gewelddadige periode in het voormalige Nederlands-Indië aan het begin van de Indonesische onafhankelijkheidsstrijd, direct na het einde van de Japanse bezetting. De term verwijst naar de aanvallen van Indonesische vrijheidsstrijders op mensen waarvan werd aangenomen dat ze de koloniale verhoudingen wilden herstellen. Het Maleise woord bersiap ("wees paraat", "geef acht!") was tijdens de revolutie een strijdkreet van de Indonesische strijders. 
De aanvallen waren het hevigst tussen ongeveer oktober 1945 en februari 1946. Volgens historicus Willem H. Fredrick duurde de Bersiap van augustus 1945 tot november 1947.
De Bersiap-periode kenmerkte zich door het gebruik maken van dodelijk geweld, seksuele aanranding en uithongering tegen allen die verdacht werden van medeplichtigheid aan het herstellen van het koloniale bestuur van Nederland. Naast de Europeanen en de Indische gemeenschap waren dat ook de Chinezen, Molukkers en andere Indonesiërs. Gedurende deze periode zijn duizenden burgers slachtoffer geworden van vaak dodelijke wreedheden. Het aantal is onduidelijk, schattingen variëren van tienduizenden tot honderdduizenden doden. 
Het geweld, dat de Indonesische revolutie in aanvang kenmerkte, leidde tot een massale repatriëring naar Nederland van Indische Nederlanders en tot een wereldwijde diaspora van Indische Nederlanders.
In Nederland hebben deze gebeurtenissen voor onder andere de molukse gemeenschap een lange periode van rouw en traumaverwerking ingeluid. Waarin termen als indisch-zwijgen en repatriëring centraal stonden. Dit riep bij zowel de nederlandse als de indisch/molukse gemeenschap veel negatieve gevoelens op en de discussies over de Indië-kwesties. 
In 2024 is een special gemaakt in de serie 'Geboeid' van de NPO over een select groepje nakomelingen van de Indië-tijd, die hun roots bestuderen en hun reis verzilveren door familie en het land te bezoeken in zijn huidige vorm Indonesië. 

## Betekenis van de term
Bersiap en siap zijn Maleis voor wees paraat en geef acht! De termen werden tijdens de Indonesische onafhankelijkheidsstrijd door Indonesische paramilitaire groepen gebruikt als strijdkreet. De eerste fase van de Indonesische revolutie staat in Nederland bekend als de Bersiap-periode.
Volgens de historici Esther Captain en Onno Sinke wordt de term 'bersiap' alleen in Nederland in de context van de revolutie gebruikt en dan vooral sinds de 1980er jaren. Na de overdracht van de soevereiniteit aan Indonesië werd het in Nederland decennia lang in het openbaar nog nauwelijks gebruikt. Tijdens de revolutie kwam het woord ook nog maar weinig voor in de Nederlandstalige pers in Indonesië en Nederland.
De Federatie Indische Nederlanders (FIN) hanteert een werkdefinitie van "Bersiap-ontkenning", waaronder wordt verstaan het ontkennen dat de Bersiap heeft plaatsgevonden, of het bagatelliseren van het racistische en extreme geweld door Indonesiërs tegen (Indische) Nederlanders, Chinezen, Molukkers en van Nederlandse sympathie verdachte Indonesiërs in de Bersiap-periode.

## Aanvang

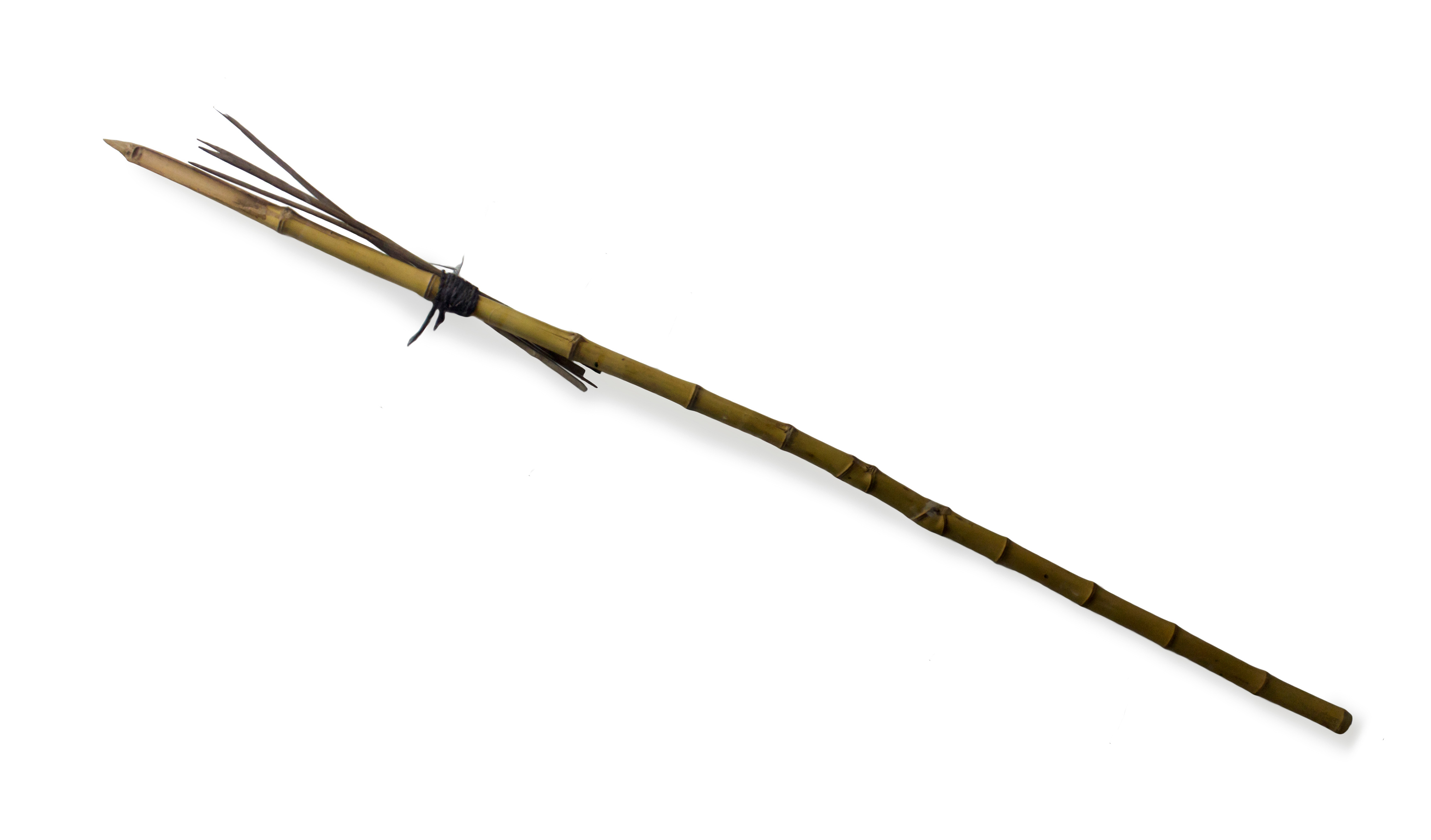
Bambu-runcing

Op 15 augustus 1945 maakte de Japanse keizer in een radiotoespraak de capitulatie van Japan bekend. Daarmee kwam er een einde aan de Tweede Wereldoorlog. Aangezien er geen geallieerde of Nederlandse troepen in voormalig Nederlands-Indië aanwezig waren, kregen de Japanners van de geallieerden specifieke orders om de status quo te handhaven totdat geallieerde troepen zouden arriveren. Vice-admiraal Maeda Tadashi was echter beducht voor de gewelddadige inlandse jeugdgroepen en wilde daarom een snelle overdracht van de macht aan de Indonesiërs. Tegelijkertijd stelden Soekarno en Hatta zich aanvankelijk terughoudend op, om een conflict met de Japanners te vermijden.

### Onafhankelijkheidsproclamatie
Tegen deze achtergrond eisten de pemuda's (oude spelling: pemoeda's), veelal republikeins-nationalistische jongeren, onmiddellijke onafhankelijkheid. Enkele pemuda's ontvoerden Soekarno uit zijn huis en zetten hem met succes onder pressie om twee dagen na de Japanse capitulatie, op 17 augustus 1945, de Republik Indonesia uit te roepen.
Het proclameren van de onafhankelijkheid vormde het begin van een reeks beslissende ontwikkelingen. Japan had weliswaar gecapituleerd, maar omdat er in de daarop volgende weken nog geen geallieerde troepenmacht in zicht was, ontstond er een machtsvacuüm. Dat werd eerst opgevuld door nationale comités en vervolgens vooral door groepen revolutionaire jongeren.

## Revolutie
Dat er sprake was van een revolutionaire explosie met alle consequenties van dien, die in Nederland de geschiedenis in zou gaan als de 'Bersiap', is een notie die door de Amerikaanse historicus Anderson werd ingebracht. Tot dan toe werd de onafhankelijkheidsproclamatie in de geschiedschrijving vrij breed beschouwd als het startpunt van een vrijheidsstrijd, gevoerd door een goed georganiseerde staat en leger. Uiteraard was er extreem geweld, maar dat werd toegeschreven aan criminele en losgeslagen jongeren die met de onafhankelijkheidsstrijd als zodanig weinig van doen hadden. Anderson, terecht of ten onrechte, doorbrak in 1972 dit patroon. Hij wees met nadruk op het revolutionaire, chaotische en gewelddadige karakter van de opstand. Hij sprak dan ook over de 'Pemuda-revolution'. De jongeren, de pemuda’s, vormden daarvan de motor, niet de uitwas. Het was deze revolutionaire explosie waarmee zowel het Britse, als het Nederlandse leger werden geconfronteerd, nadat dat laatste eind september 1945 op Java voet aan wal zette.
Het wijdverbreide revolutionaire elan werd in de woelige maanden tussen augustus 1945 tot en met begin 1946 het centrale probleem waar de betrokken partijen niet omheen konden. Vrijwel alle belangrijke ontwikkelingen en verwikkelingen die tussen 1945 en 1950 plaatsvonden, vonden hun oorsprong in deze beslissende periode. De Indonesische revolutie vertoonde intussen weinig samenhang. De Amerikaanse historicus B.R.O.G. Anderson schetst dat het in feite draaide om honderden 'revoluties', gebaseerd op honderden ad hoc gevormde strijdgroepen van Pemoeda. Hans Moll van de Federatie Indische Nederlanders (FIN) stelde in 2019 dat deze visie achterhaald zou zijn, uit archiefonderzoek bleek volgens hem dat de gewelddadige Bersiap wel degelijk was georganiseerd.

## Geweld
De Bersiap brak in alle hevigheid los nadat de eerste Britse troepen bij Batavia landden. Tot ten minste begin 1946 gingen inlandse paramilitaire organisaties, milities en bendes zich te buiten aan massale gewelddadigheden, waarbij veel doden vielen onder (Indische) Nederlanders, Chinezen, Molukkers en van 'pro-Nederlandse gezindheid verdachte' Indonesiërs. Het geweld ging overigens ook na 1946 door, maar dan op minder grote schaal.
Tijdens de Bersiap werd door Indonesische nationalisten gepoogd af te rekenen met alles wat niet-inlands was, maar ook met de, met de Europeanen samenwerkende, Indonesische adel. De nationalisten wilden met hun acties duidelijk maken dat de tijd van koloniale overheersing voorbij was.
In steden gingen groepen nationalistische jongeren de straat op om met geschreeuw en nachtelijk lawaai de bewoners de stuipen op het lijf te jagen. Ook werden er huizen geplunderd. Pemuda's bezetten de overheidsgebouwen van waaruit de Nederlanders hun koloniale macht hadden uitgeoefend, en namen de kazernes en wapendepots over. Pemuda's openden de aanval op de net uit de kampen vrijgekomen (Indisch) Nederlandse mannen, vrouwen en kinderen. Er werd op grote schaal gemarteld, verkracht en vermoord.
Op 28 oktober 1945 werd een grote aanslag gepleegd op het zgn. Gubeng-transport. Het transport was bedoeld om (Indisch-)Nederlandse burgers te ontzetten uit het toen fel belegerde Surabaya. Bij de hinderlaag van Indonesische nationalisten kwamen in totaal circa 150 Nederlanders, voornamelijk vrouwen en kinderen, om, en vielen veel gewonden.
De latere Indonesische premier Sjahrir riep zijn bevolking tijdens de Bersiap tevergeefs op om een einde te maken aan de gewelddadigheden.

## Paramilitaire organisaties
Eerder hadden de Japanners een aantal Indonesische paramilitaire organisaties van diverse pluimage opgericht, teneinde hen bij te staan in de strijd tegen de geallieerden. Onder hen waren bijvoorbeeld de PETA (Pembela Tanah Air), de Heiho , Seinendan, Keibodan, de Barisan Pelopor (oktober 1943) en ook een specifiek islamitisch korps, de Barisan Hizbullah (december 1944). De leden van de paramilitaire organisaties werden door Japanse instructeurs getraind en waren uitsluitend bewapend met een machete (kapmes) en een bambu-runcing (puntige bamboestok) van circa 2 meter lang. In deze paramilitaire milities zaten zeer veel gewelddadige en roofzuchtige elementen.

## Europese bevolking
Bij de start van de Bersiap zat een substantieel deel van de Europese bevolking nog vast in Japanse concentratiekampen. In de Buitengewesten zat het merendeel van de Europese burgerbevolking vast in jappenkampen, terwijl op Java de internering gefaseerd was verlopen. Daar moest het merendeel van de gemengde Nederlanders, de zogenoemde Indo's aanvankelijk buiten de kampen zien te overleven, ze werden 'buitenkampers' genoemd. Deze waren tot op zekere hoogte vogelvrij, omdat zij de bescherming die de interneringskampen boden tegen de terreur van inlandse milities en bendes misten. Verhoudingsgewijs vielen er tijdens de Bersiap onder de buitenkampers de meeste doden. Naarmate de gewelddadigheden toenamen werden er door de Republiek nieuwe opvangkampen ingesteld, het motief daarvoor bleek niet zelden ook het verstevigen van de Republikeinse onderhandelingspositie.

## Propaganda
De massale gewelddadigheden werden in de hand gewerkt door de radio-uitzendingen van Radio Pemberontak, waarin openlijk werd opgeroepen tot "uitroeien van alle" (Indische) Nederlanders, zowel totoks als Indo's. Ook verschenen er pamfletten en spandoeken, waarin werd opgeroepen (Indische) Nederlanders uit te roeien.

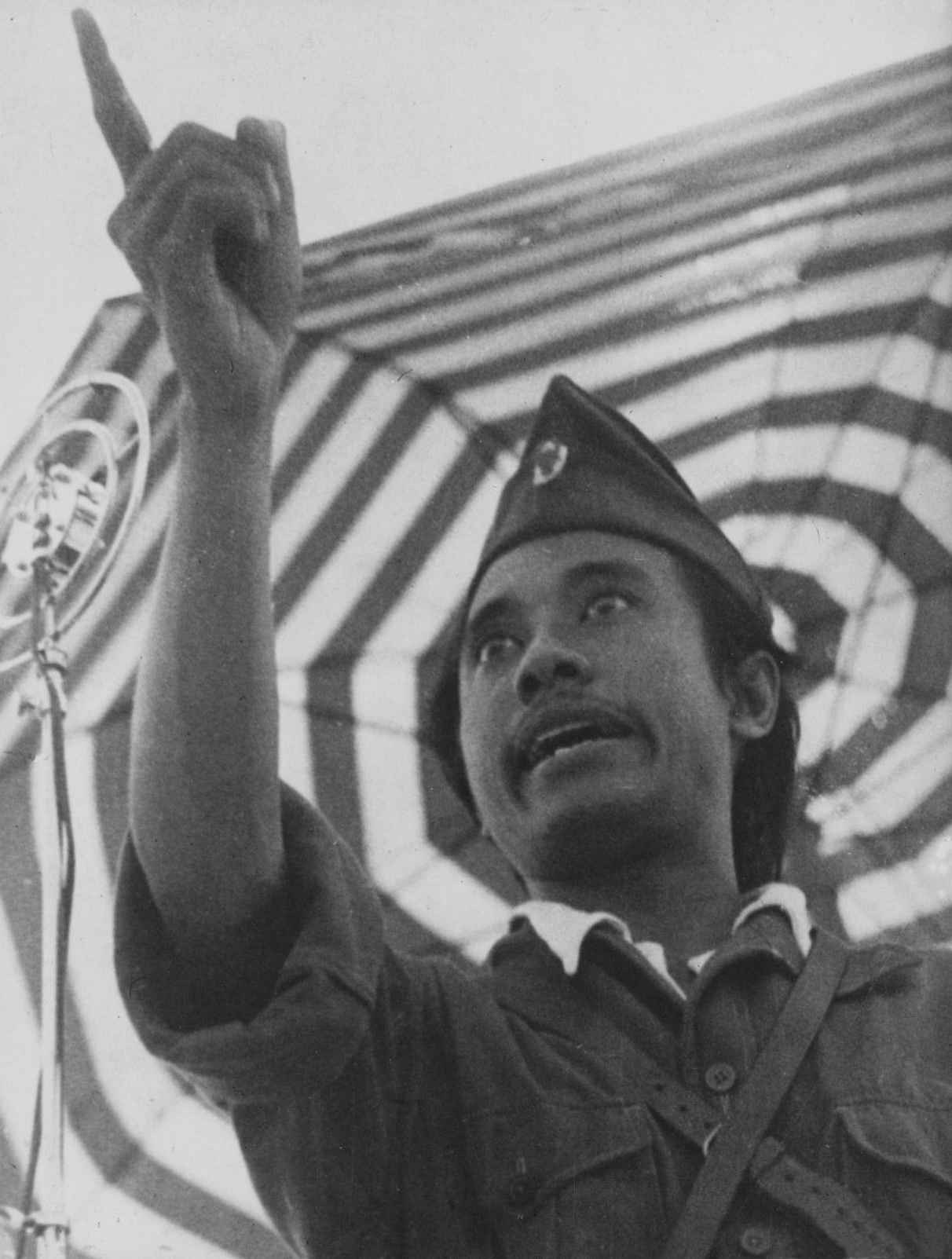
Revolutionair Sutomo spreekt

Een sleutelfiguur in de Bersiap was de uit Soerabaja afkomstige Sutomo (Bung Tomo)van Barisan Pemberontakan Rakjat Indonesia (BPRI). Zowel de populariteit van hemzelf als die van zijn organisatie werden door de vele radio-uitzendingen onder inlanders steeds groter. Sutomo en BPRI waren echter niet uniek. In Soerabaja zetelde vergelijkbare organisaties als het Komite Nasional Indonesia (KNI) en de veiligheidsorganisatie Badan Keamanan Rakjat (BKR).

## Slachtoffers
Gedurende de Bersiap kwamen (tien)duizenden (Indische) Nederlanders om. Het exacte aantal Nederlandse burgerslachtoffers dat in deze periode is gevallen is tot op de dag van vandaag onduidelijk. De schattingen variëren tussen de duizenden tot tienduizenden doden.
Het aantal officieel geregistreerde slachtoffers was 3.500. Onder andere de historicus Loe de Jong evenals het NIOD achtten deze dodencijfers (veel) te laag. Andere schattingen gaan uit van 20.000 tot 35.000 vermoorde Nederlanders en tussen de 5.000 en 30.000 doden en 15.000 vermisten.
Ook Chinezen, Molukkers en Nederlandsgezinde Indonesiërs waren slachtoffer van deze strijd. Officiële cijfers over hoeveel slachtoffers er onder deze groepen alsmede onder Indonesiërs onderling zijn gevallen zijn niet bekend.

## Simpangsche Sociëteit

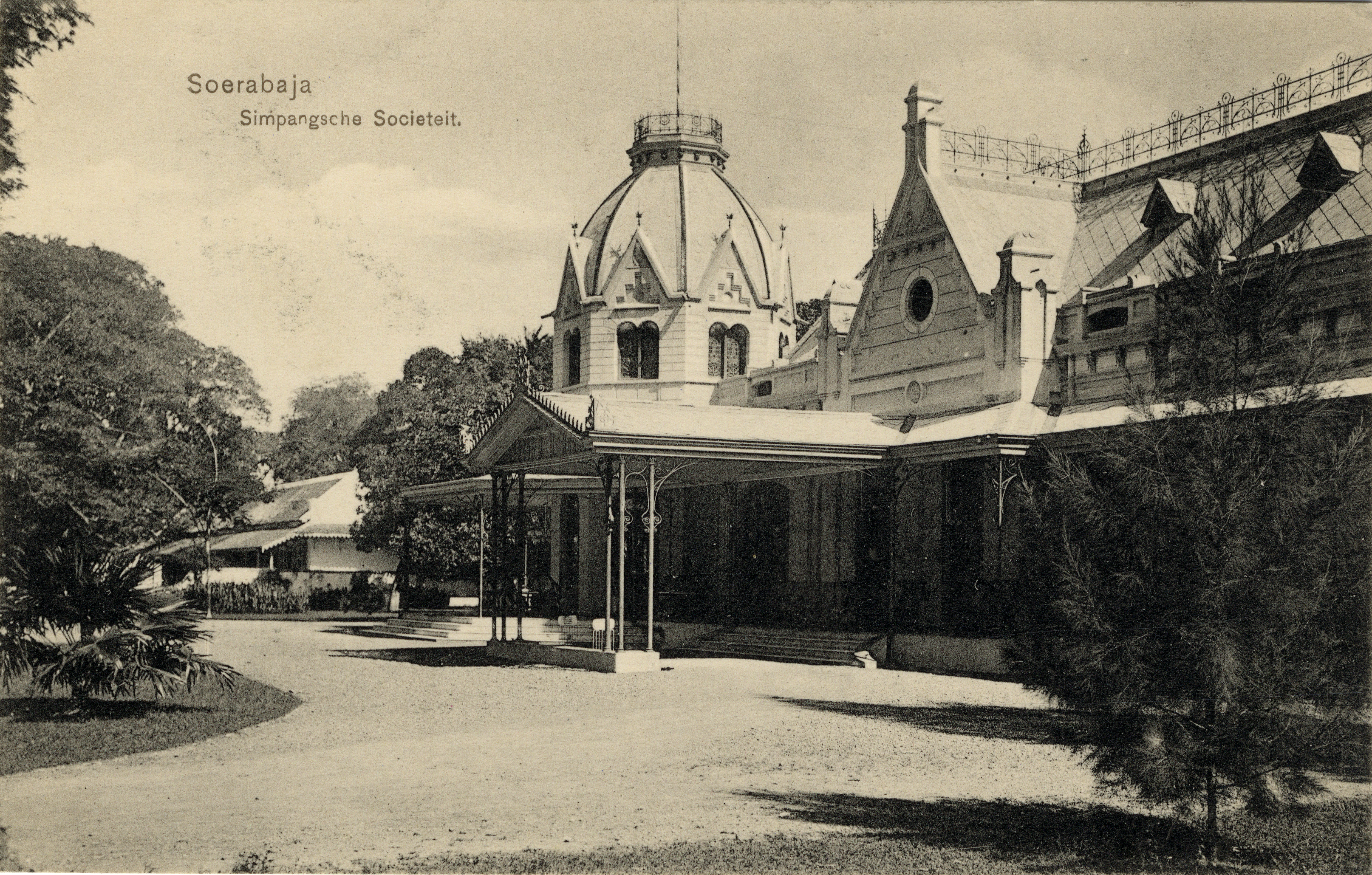
De Simpangsche Sociëteit in ca. 1910

De Simpangsche Sociëteit, ook wel de 'Simpang Club' genoemd, was tot 1942 het centrum van vermaak voor de (Indische) Nederlanders uit Soerabaja. Het gebouw werd in 1945 bezet door Pemoeda's en de BPRI en in gebruik genomen als hoofdkwartier van de BPRI onder leiding van Sutomo en zijn groepering.
Op maandag 15 oktober 1945, hielden Indonesiërs een razzia onder (Indische) Nederlanders in Surabaya. Een deel van de gevangenen werd later die dag gruwelijk gemarteld en vermoord. De gebeurtenissen staan daarom bekend als Bloedige- of Bartholomeus Maandag. De razzia was goed georganiseerd. Dat blijkt wel uit het feit dat zowel de Indonesische politie als andere (militaire) strijdgroepen deelnamen aan de actie, waarbij wijk voor wijk systematisch werd uitgekamd. Naast (Indische) Nederlanders werden ook Nederlandsgezinde Molukkers en Timorezen opgepakt.
Van de opgepakten werden er circa 1.500 naar de Simpangsche Sociëteit gebracht, waar de Indonesiërs een provisorische 'rechtbank' hadden ingericht. Naar schatting 50 tot 200 personen werden daar publiekelijk gemarteld en vermoord. Sommige getuigen hebben het over ten minste honderden doden. Sutomo zou hier persoonlijk honderden Indische Nederlanders publiekelijk hebben geëxecuteerd.

## Reacties
Tijdens de hoogtijdagen van de Bersiap waren er, op enkele KNIL-eenheden na, geen Nederlandse troepen aanwezig in voormalig Nederlands-Indië. Vooral in Batavia organiseerden (Indische) Nederlanders en Molukkers zich in milities om hun huizen en gezinnen te verdedigen en de moorden te vergelden. Soms maakten ook zij zich schuldig aan overmatig geweld. Vaak lieten ze zich leiden door wraak, waarbij een moord op een Europeaan of Molukker in veelvoud werd vergolden. Op deze wijze escaleerde het geweld, maar het gelukte de Nederlands-Molukse milities hiermee wel om sommige buurten te beschermen tegen aanvallen.
Tijdens de Bersiap vonden er meerdere militaire operaties plaats om burgers uit handen van inlandse milities en bendes te redden. Een van de meest tot de verbeelding sprekende reddingsoperaties is die van KNIL-kapitein Jack Boer, die op 10 november 1945 – in Engels uniform – 2384 ten dode opgeschreven (Indische) Nederlanders uit de beruchte Werfstraatgevangenis in Surabaya wist te ontzetten. De Nederlanders werden daar gegijzeld door Indonesische strijders, die op het punt zouden hebben gestaan om hen te vergiftigen en vervolgens levend te verbranden. Boer werd bij de actie geassisteerd door tien Engelse Gurkhas en wist daarmee de Indonesische overmacht te trotseren. Bij de actie van Boer sneuvelde een Gurkha-soldaat. Alle Nederlanders overleefden de operatie.
Mede vanwege de chaos besloot Nederland vanaf 1947 om grootschalig Nederlandse militairen in te zetten in voormalig Nederlands-Indië, die eufemistisch Politionele Acties werden genoemd. De operaties vonden plaats op de eilanden Java en Sumatra in de periode 21 juli tot 5 augustus 1947 ("Operatie Product") en 19 december 1948 tot 5 januari 1949 ("Operatie Kraai"), met als doel Indonesië opnieuw onder koloniaal bestuur te brengen.

## Herinnering en herdenking

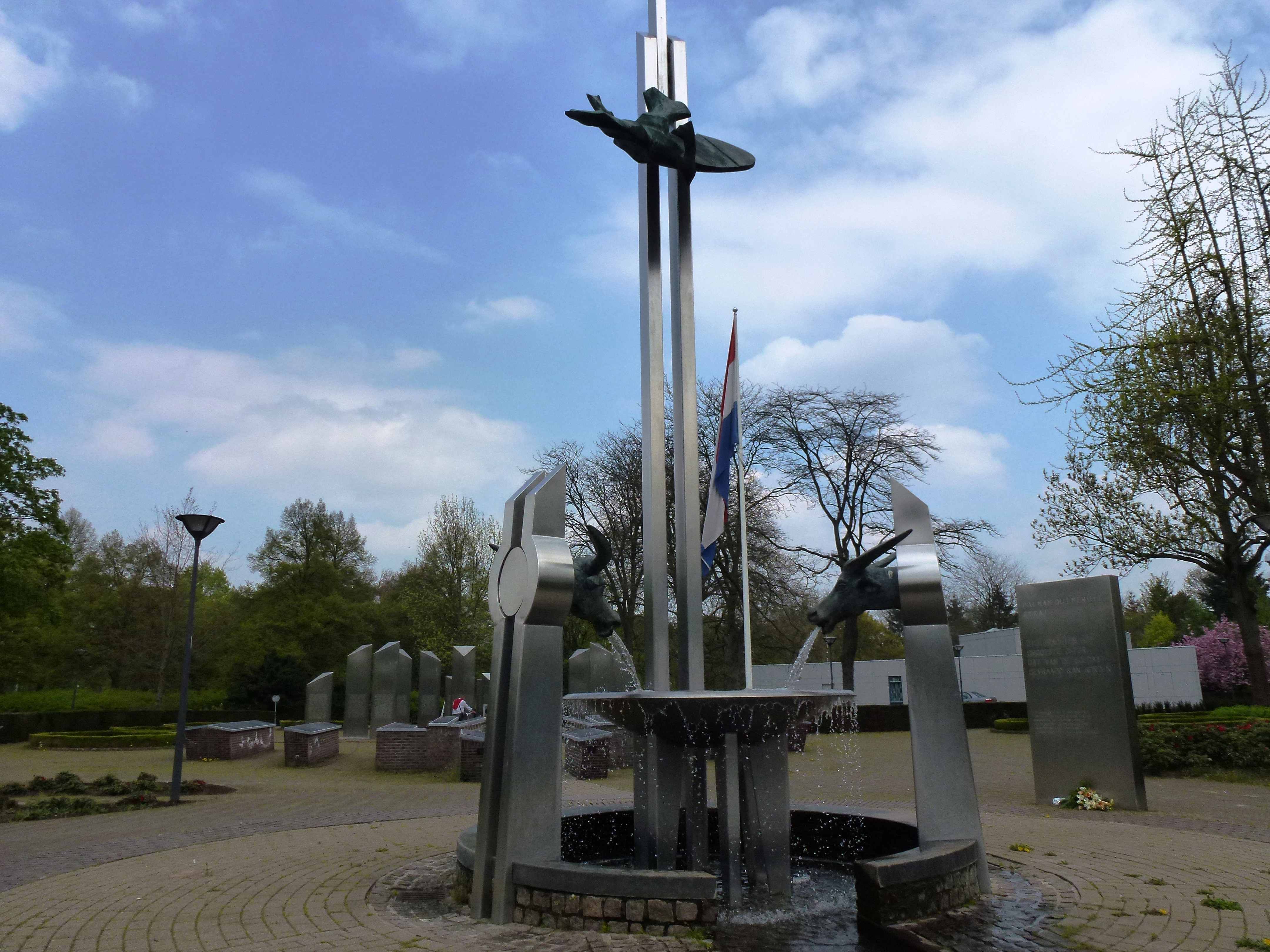
Nationaal Indiëmonument (1990) in het Nationaal Herdenkingspark, Roermond (foto 2013)

Er bestaat in Nederland geen officiële herdenking voor de slachtoffers van de Bersiap. Wel wordt bij het Nationaal Indië-monument in Roermond jaarlijks stilgestaan bij de gedurende de jaren 1945–1962 in Nederlands-Indië en in Nieuw-Guinea in Nederlandse dienst gesneuvelde militairen. Er is dan ook ruimte om de burgerslachtoffers te herdenken die aan Nederlandse zijde zijn omgekomen.
In tegenstelling tot Nederland heeft Indonesië nooit kritisch gereflecteerd op de door zijn onderdanen gepleegde misdaden jegens weerloze burgers. Ondanks daartoe herhaaldelijk te zijn aangespoord door zowel individuen als belangengroeperingen weigert Indonesië de gruwelijkheden te erkennen en daarvoor excuses aan te bieden.

## Onderzoek
Grondige en breed opgezette studies naar de Bersiap-periode zijn zeldzaam. Het standaardwerk over dit onderwerp is van de hand van H.Th. Bussemaker, die in zijn proefschrift uit 2012 tot de conclusie komt dat er circa 20.000 (Indische) Nederlanders door Indonesiërs tijdens de Bersiap zijn gedood.
In 2017 startte het samenwerkingsverband van het Koninklijk Instituut voor Taal-, Land- en Volkenkunde (KITLV), het Nederlands Instituut voor Militaire Historie (NIMH) en het NIOD Instituut voor Oorlogs-, Holocaust- en Genocidestudies een 4-jarig onderzoeksprogramma met als werktitel Dekolonisatie, geweld en oorlog in Indonesië 1945-1950, waarin ook de Bersiap aandacht kreeg. Het deelonderzoek naar de Bersiap-periode was er enerzijds op gericht meer inzicht te krijgen in de omvang van het geweld, en anderzijds op het in kaart brengen van factoren die tot het geweld leidden en het aanjoegen.

### Kritiek
Het onderzoeksproject kreeg vanaf het begin vanaf verschillende kanten kritiek. Enerzijds vonden onder andere belangengroepen van Indische Nederlanders dat uit de opzet van het onderzoek te weinig aandacht sprak voor de in hoofdzaak (Indisch) Nederlandse slachtoffers van de Bersiap. Ook werd individuele onderzoekers uit het project partijdigheid verweten. Anderzijds was er kritiek vanaf de zijde van dekoloniale en Indonesische activisten, die het vanuit gevestigde Nederlandse instituten opgezette onderzoek niet onafhankelijk genoeg vonden, en het tevens bezwaarlijk vonden dat de koloniale periode zelf geen punt van analyse was.

### Publicatie
Uit het onderzoeksrapport over de periode van de Bersiap, gedefinieerd vanaf 17 augustus 1945 tot en met 31 maart 1946, waaraan 4 jaar door het KILTV, NIOD en NIMH is gewerkt en dat werd gepubliceerd op 17 februari 2022, kwam onder andere een aantal van bijna 6000 naar voren van (Indo-)Europeanen, Molukkers, Menadonezen en Timorezen die tijdens de Bersiap door geweld omkwamen. De deelstudie geeft daarnaast een analyse van mogelijke factoren die bijdroegen aan het tot stand komen van het geweld.

## De term op een expositie in 2022
Bij de voorbereidingen voor de tentoonstelling Revolusi! Indonesië onafhankelijk in het Rijksmuseum Amsterdam in 2022 werd aanvankelijk besloten de term 'Bersiap' niet te gebruiken, omdat die volgens de Indonesische gastcurator en historicus Bonnie Triyana "een sterk racistische lading" zou hebben. In een opiniestuk in NRC Handelsblad stelde hij dat "bij het begrip 'bersiap' altijd primitieve, ongeciviliseerde Indonesiërs als daders van de gewelddadigheden worden opgevoerd, wat niet geheel vrij is van rassenhaat." Volgens hem ligt het onrecht in een door het kolonialisme gevormde "structuur van een op racisme gebaseerde hiërarchische samenleving die de exploitatie van de kolonie omhult".
In Indonesië is de term 'bersiap' in deze context echter onbekend. Het team van curatoren van het museum besloot daarom de term niet te gebruiken.
De Federatie Indische Nederlanders (FIN) was verbolgen over het besluit van het museum om de term niet te gebruiken en wilde aangifte bij justitie doen tegen Triyana. Yvonne van Genugten van het Indisch Herinneringscentrum in Den Haag (IHC) begreep niet goed waarom Triyana de term racistisch vond. De directeur van het Rijksmuseum, Taco Dibbits, maakte vervolgens bekend dat de term Bersiap gewoon zou worden gebruikt. Volgens hem was deze niet racistisch. De 'Stichting Comité Nederlandse Ereschulden' deed vervolgens aangifte tegen het Rijksmuseum, Dibbits en een conservator vanwege discriminatie en groepsbelediging naar aanleiding van het gebruik van de term Bersiap in de tentoonstelling. De stichting noemde de term racistisch en stigmatiserend. In februari 2022 maakte het Openbaar Ministerie bekend geen aanleiding te zien voor vervolging wegens het gebruik van de term Bersiap.

## Afbeeldingen

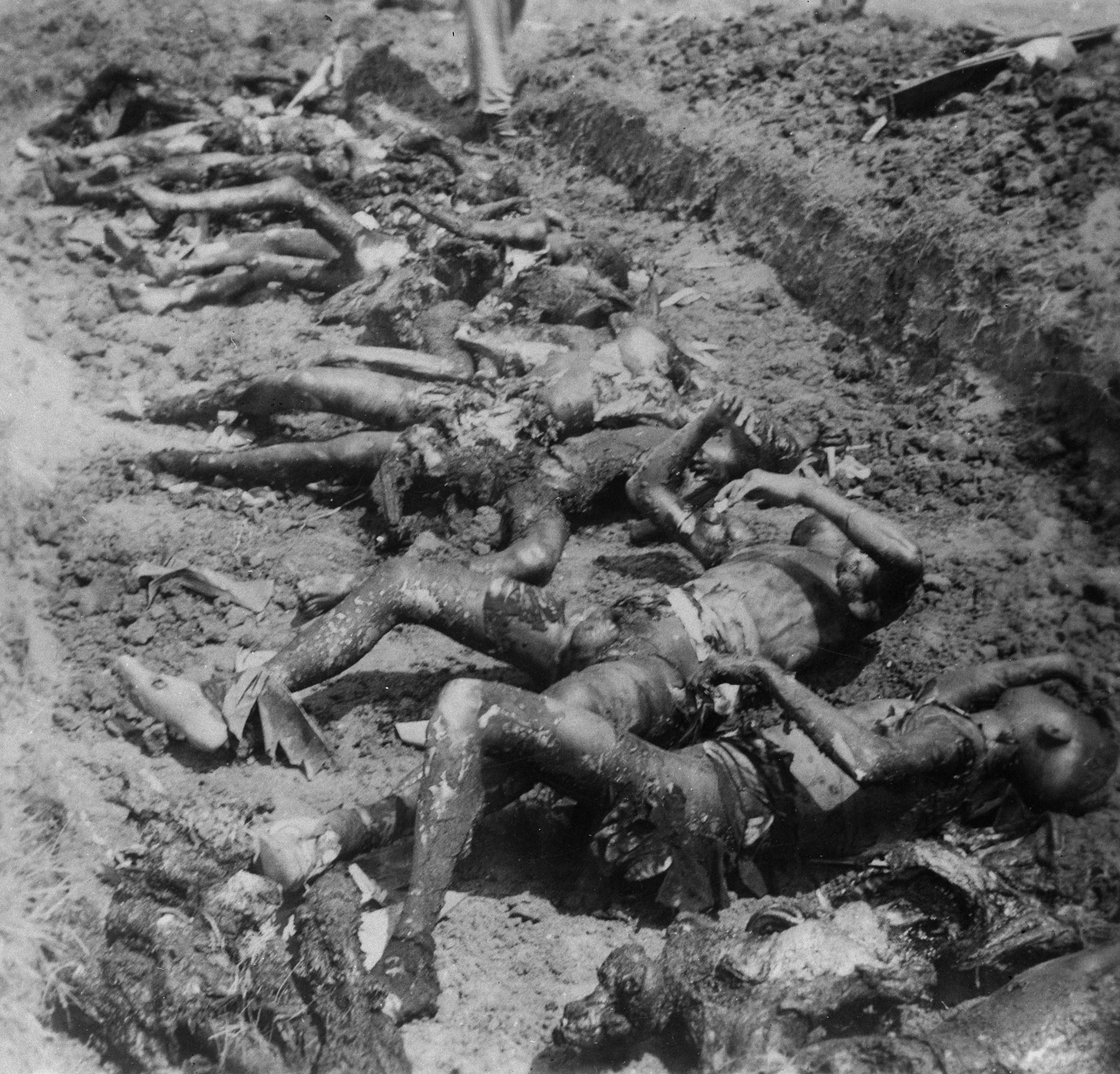
Lijken van vermoorde Chinezen in een massagraf. Malang, juli 1947
Stoffelijk overschot van een Indo-Europese vrouw in het Antjol-kanaal te Batavia
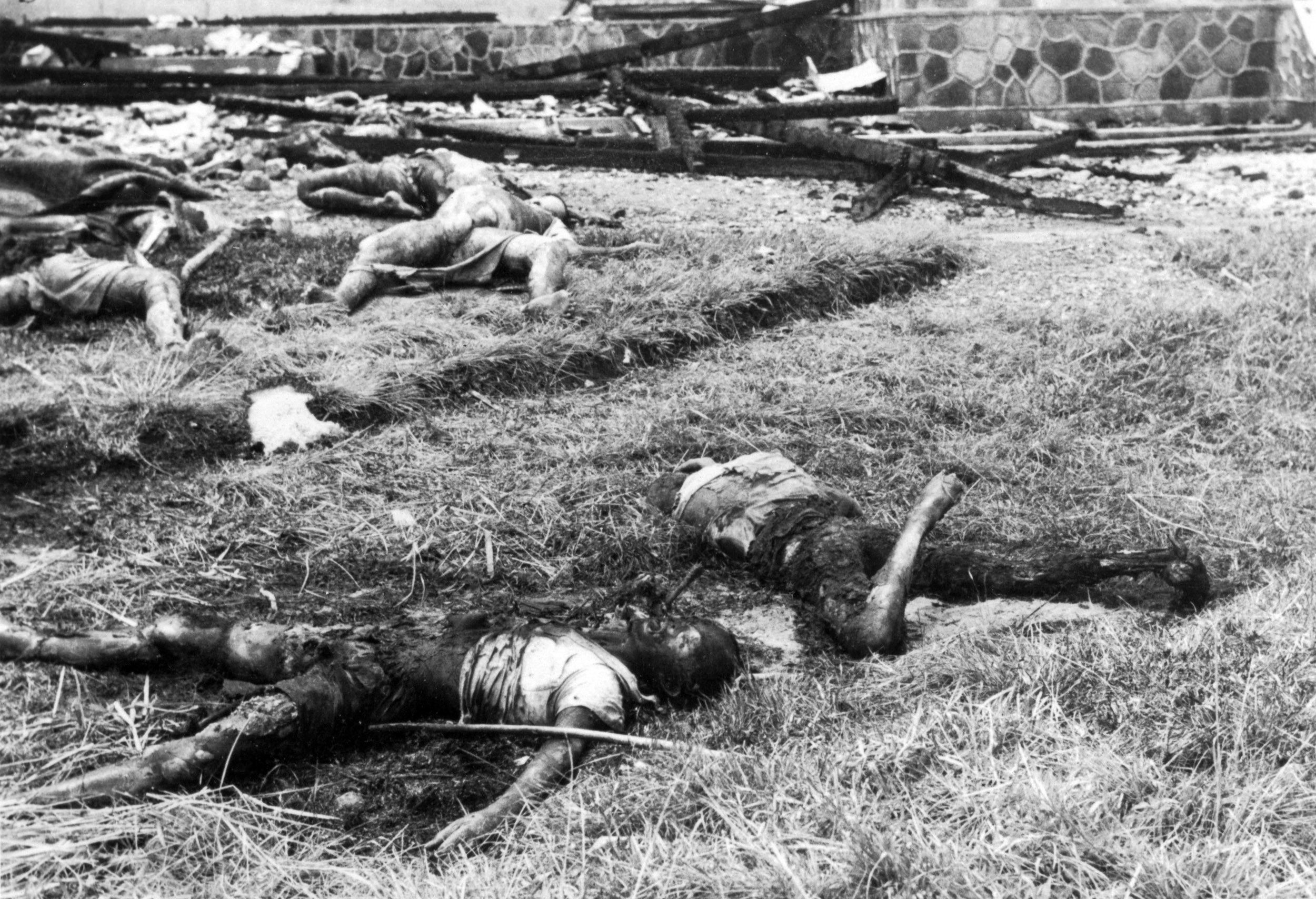
Door de TNI omgebrachte Indonesische burgers, aangetroffen door Nederlandse militairen, Brastagi
Verminkte en vermoorde mensen op Java
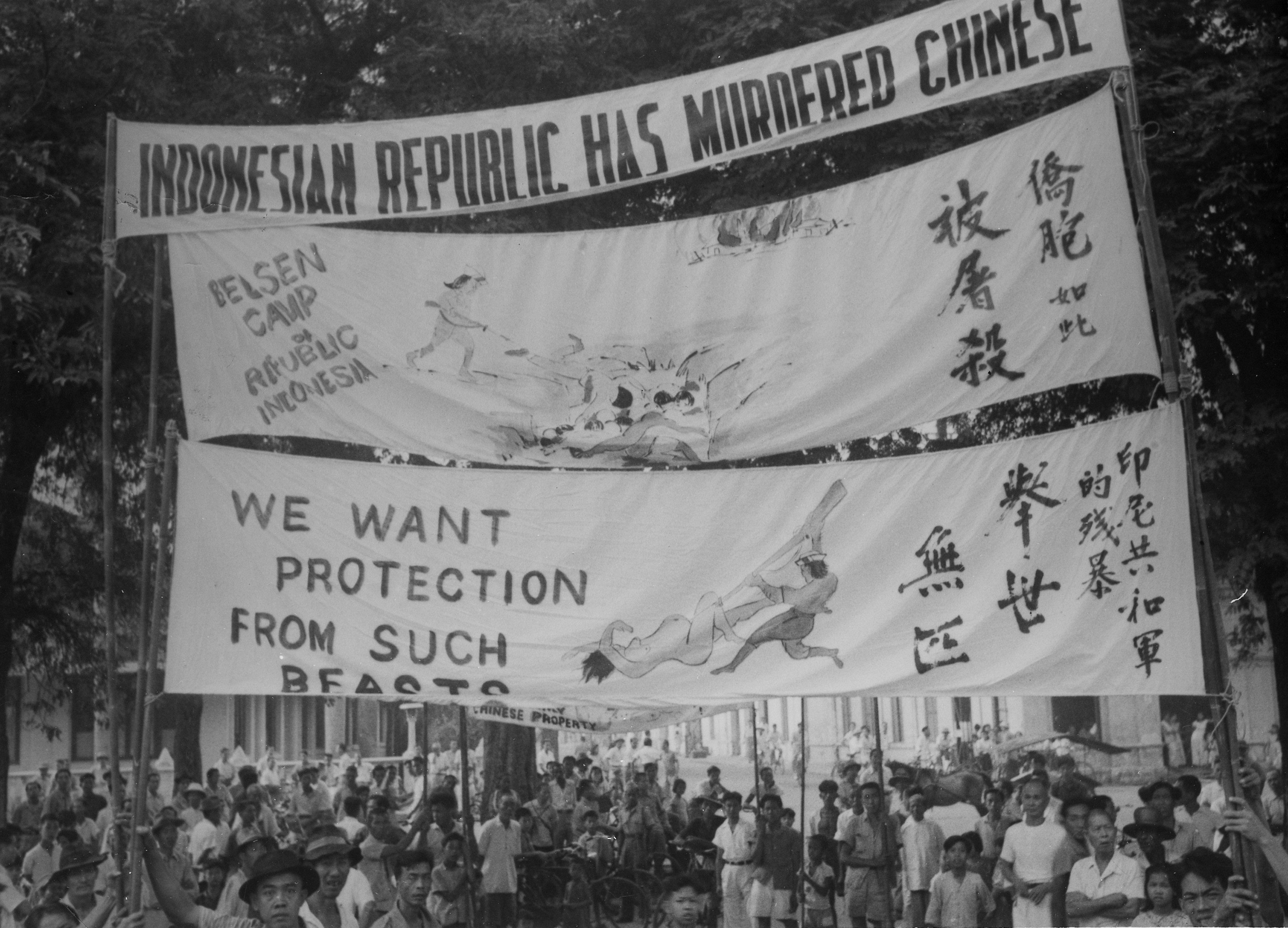
Demonstratie van Chinezen tegen de excessen van de vrijheidsstrijders. Medan, september 1947

## Verklarende noten
1. ↑  Een Heiho was een Indonesische hulpsoldaat voor de Japanners.
2. ↑  Indo's werden in de haatpropaganda stelselmatig aangeduid als Anjing Belanda's, dat letterlijk "Nederlandse honden" betekent.